# Saab 340AEW Erieye

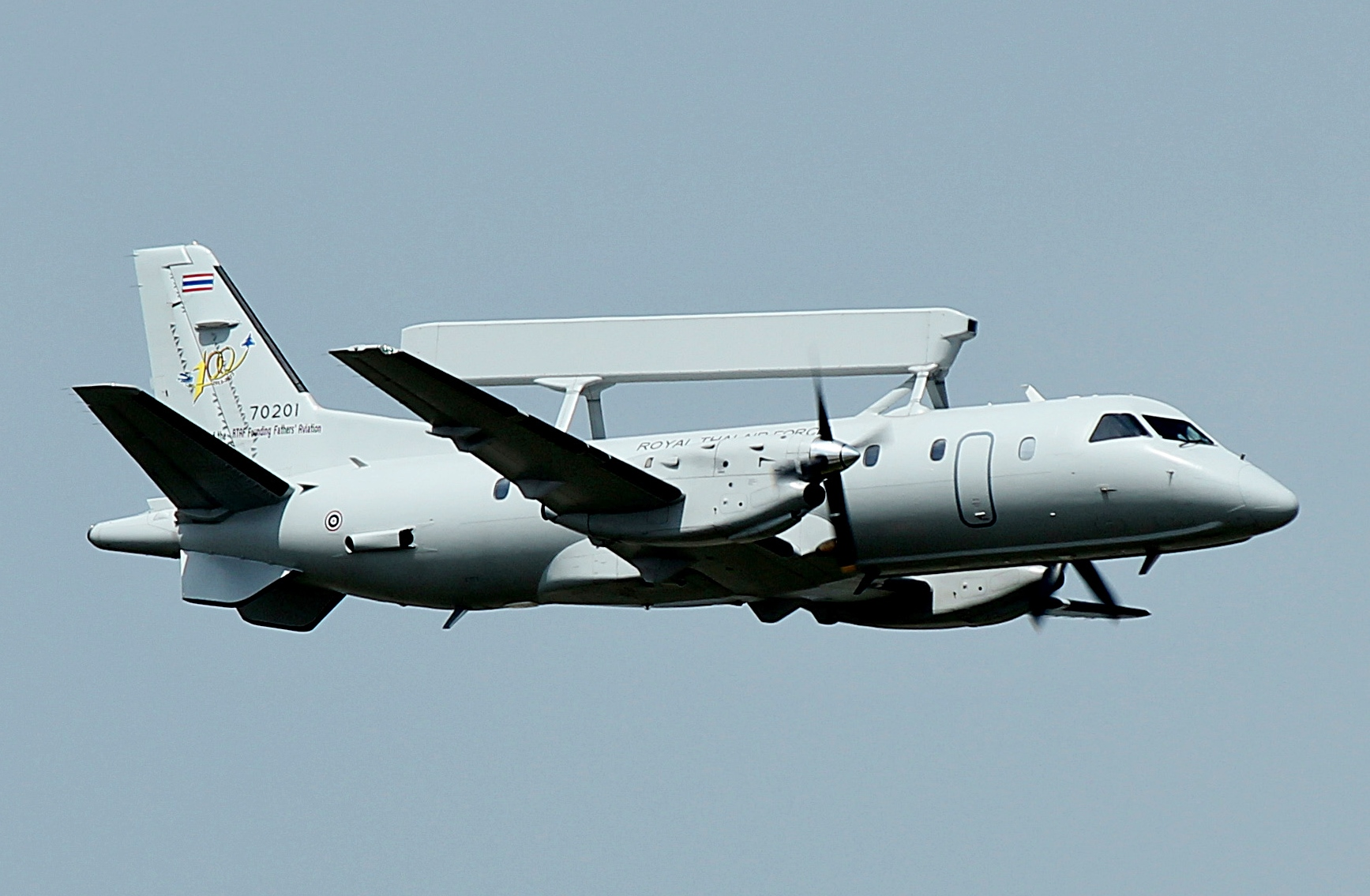
Saab 340AEW Erieye der RTAF (2012)

Die Erieye ist ein auf dem Regionalverkehrsflugzeug Saab 340 basierendes Airborne Warning and Control System der schwedischen Luftwaffe. Die auf dem Rumpfrücken mit einem hochauflösenden Radar vom Typ PS 890 von Ericsson in Form einer neun Meter langen starren Antenne ausgerüsteten Maschinen können Ziele in Flugzeuggröße auf Entfernungen von 350 Kilometern erkennen; Marschflugkörper können in 150 Kilometern Entfernung erkannt werden. Vor dem Erstflug der Maschine am 17. Januar 1994 wurde das Radarsystem ab 1990 auf einer Fairchild Metro III erprobt.
Die Stromversorgung für die hochkomplexe Elektronik wird durch eine 60-kW-Gasturbine im Heck sichergestellt; die starke Wärmeentwicklung der Computersysteme wird durch einen Wärmetauscher im Gepäckraum kompensiert.

## Nutzer
Griechenland
- hatte zwei von Schweden gemietete Maschinen im Einsatz

 Polen
- hat im Juli 2023 zwei gebrauchte (ex-VAE-)Flugzeuge bestellt, von denen eines bereits im September 2023 übergeben wurde[1]

 Schweden
- Flygvapnet

 Vereinigte Arabische Emirate
- Streitkräfte der Vereinigten Arabischen Emirate, zwei Stück geleast November 2009, Rückgabe 2020

 Thailand
- zwei Exemplare 2008 bestellt, Erstflug der ersten Maschine am 13. November 2009

 Ukraine
- im Mai 2024 kündigte Schweden an, zwei seiner Maschinen an die Ukraine abgeben zu wollen[2]

## Technische Daten
| Kenngröße               | Daten                                 |
| ----------------------- | ------------------------------------- |
| Besatzung               | 5                                     |
| Länge                   | 20,57 m                               |
| Spannweite              | 21,44 m                               |
| Höhe                    | 6,97 m                                |
| Flügelfläche            | 41,80 m²                              |
| Flügelstreckung         | 11,0                                  |
| Leermasse               | 9.200 kg                              |
| max. Startmasse         | 13.155 kg                             |
| Höchstgeschwindigkeit   | 530 km/h                              |
| Missionsgeschwindigkeit | 300 km/h                              |
| Dienstgipfelhöhe        | 7.620 m                               |
| Einsatzdauer            | 7 h                                   |
| Triebwerke              | 2 × Turboprop General Electric CT7-9B |
| Radar                   | Ericsson Erieye PS-890                |

## Ähnliche Typen
Brasilien
- Embraer R-99A (EMB-145SA mit gleichem Eriye-Radar wie Saab 340AEW)

 Volksrepublik China
- KJ-200 (Shaanxi-Y-8-Frühwarnflugzeug)

 Vereinigtes Königreich
- Avro 696 AEW Mk.2 „Shackleton“

 Vereinigte Staaten
- Grumman E-2C/D „Hawkeye“